# Antonio Abertondo
Antonio Abertondo  (Béccar, Gran Buenos Aires, Argentina), 1 de agosto de 1918 - 6 de julio de 1978), fue la primera persona en completar ida y vuelta a nado el Canal de la Mancha. Entrenado por Santiago Jakas (6-V-1936, en Wheelwright), terminó la prueba el 21 de septiembre de 1961 en un tiempo de 43 h y 10 min. También nadó el Canal de la Mancha en otras tres ocasiones, en 1950, 1951 y 1954.
Antonio Abertondo acumuló récords y pruebas en Argentina y en el mundo y su nombre se impuso al natatorio olímpico del Campo de Deportes municipal de San Isidro N.º 1 [Int. Neyer 1220]. 
En la ciudad de Dover, en Inglaterra, hay un monolito que recuerda su hazaña cuando en 1961 cruzó el Canal de la Mancha a nado, ida y vuelta.
En aquella ocasión, un semanario de la época escribió lo siguiente:
«El Canal de la Mancha ha pasado a ser un juego para Antonio Abertondo. Lo cruzó de ida y vuelta. Y no conforme con ello, apenas de regreso a nuestro país ha declarado que probablemente lo cruce, más adelante, por debajo del agua».
Y un diario de aquellos tiempos editó el siguiente reportaje:
«Dover concitó la atención mundial. Beccar surgió de pronto al plano internacional. Cuando una hazaña es consumada, los datos biográficos cobran tanto valor como la magnitud del esfuerzo. Y Antonio Abertondo es de Beccar. Allí nació. Creció. Hoy, la familia, su familia, está también allí radicada».